# Cuspidaria jugosa
Cuspidaria jugosa är en musselart som först beskrevs av S. V. Wood 1856.  Cuspidaria jugosa ingår i släktet Cuspidaria och familjen Cuspidariidae. Inga underarter finns listade i Catalogue of Life.